# Награда Еми за најбољу споредну глумицу у хумористичкој серији

### 2000-е
2000.
- Меган Мулали - Вил и Грејс
- Џенифер Анистон - Пријатељи
- Ким Катрал - Секс и град
- Лиса Кудроу - Пријатељи
- Дорис Робертс - Сви воле Рејмонда

2001.
- Дорис Робертс - Сви воле Рејмонда
- Џенифер Анистон - Пријатељи
- Ким Катрал - Секс и град
- Лиса Кудроу - Пријатељи
- Меган Мулали - Вил и Грејс

2002.
- Дорис Робертс - Сви воле Рејмонда
- Ким Катрал - Секс и град
- Венди Малик - Слободни стрелци
- Меган Мулали - Вил и Грејс
- Синтија Никсон - Секс и град

2003.
- Дорис Робертс - Сви воле Рејмонда
- Ким Катрал - Секс и град
- Шерил Хајнс - Без одушевљена, молим
- Меган Мулали - Вил и Грејс
- Синтија Никсон - Секс и град

2004.
- Синтија Никсон - Секс и град
- Ким Катрал - Секс и град
- Кристин Дејвис - Секс и град
- Меган Мулали - Вил и Грејс
- Дорис Робертс - Сви воле Рејмонда

2005.
- Дорис Робертс - Сви воле Рејмонда
- Кончита Ферел - Два и по мушкарца
- Меган Мулали - Вил и Грејс
- Холанд Тејлор - Два и по мушкарца
- Џесика Волтер - Ометени у развоју

2006.
- Меган Мулали - Вил и Грејс
- Шерил Хајнс - Без одушевљена, молим
- Елизабет Перкинс - Трава
- Џејми Пресли - Зовем се Ерл
- Алфри Вудард - Очајне домаћице

2007.
- Џејми Пресли - Зовем се Ерл
- Кончита Ферел - Два и по мушкарца
- Џена Фишер - У канцеларији
- Елизабет Перкинс - Трава
- Холанд Тејлор - Два и по мушкарца
- Ванеса Л. Вилијамс - Ружна Бети

2008.
- Џин Смарт - Ко је Саманта?
- Кристин Ченоует - Додир живота и смрти
- Ејми Полер - Уживо суботом увече
- Холанд Тејлор - Два и по мушкарца
- Ванеса Л. Вилијамс - Ружна Бети

2009.
- Кристин Ченоует - Додир живота и смрти
- Џејн Краковски - Телевизијска посла
- Елизабет Перкинс - Трава
- Ејми Полер - Уживо суботом увече
- Кристен Виг - Уживо суботом увече
- Ванеса Л. Вилијамс - Ружна Бети

### 2010-е
2010.
- Џејн Линч - Гли
- Џули Боуен - Модерна породица
- Џејн Краковски - Телевизијска посла
- Холанд Тејлор - Два и по мушкарца
- Софија Вергара - Модерна породица
- Кристен Виг - Уживо суботом увече

2011.
- Џули Боуен - Модерна породица
- Џејн Краковски - Телевизијска посла
- Џејн Линч - Гли
- Софија Вергара - Модерна породица
- Бети Вајт - Лудница у Кливленду
- Кристен Виг - Уживо суботом увече

2012.
- Џули Боуен - Модерна породица
- Мајим Биалик - Штребери
- Кетрин Џоустен - Очајне домаћице
- Софија Вергара - Модерна породица
- Мерит Вивер - Сестра Џеки
- Кристен Виг - Уживо суботом увече

2013.
- Мерит Вивер - Сестра Џеки
- Мајим Биалик - Штребери
- Џули Боуен - Модерна породица
- Ана Кламски - Потпредседница
- Џејн Краковски - Телевизијска посла
- Џејн Линч - Гли
- Софија Вергара - Модерна породица

2014.
- Алисон Џени - Мама
- Мајим Биалик - Штребери
- Џули Боуен - Модерна породица
- Ана Кламски - Потпредседница
- Кејт Макинон - Уживо суботом увече
- Кејт Малгру - Наранџаста је нова црна

2015.
- Алисон Џени - Мама
- Мајим Биалик - Штребери
- Џули Боуен - Модерна породица
- Ана Кламски - Потпредседница
- Габи Хофман - Транспарентно
- Џејн Краковски - Неуништива Кими Шмит
- Кејт Макинон - Уживо суботом увече
- Ниси Неш - Идемо даље

2016.
- Кејт Макинон - Уживо суботом увече
- Ана Кламски - Потпредседница
- Габи Хофман - Транспарентно
- Алисон Џени - Мама
- Џудит Лајт - Транспарентно
- Ниси Неш - Идемо даље

2017.
- Кејт Макинон - Уживо суботом увече
- Ванеса Бејер - Уживо суботом увече
- Ана Кламски - Потпредседница
- Кетрин Хан - Транспарентно
- Лесли Џоунс - Уживо суботом увече
- Џудит Лајт - Транспарентно

2018.
- Алекс Борстајн - Величанствена госпођа Мејзел
- Зази Биц - Атланта
- Ејди Брајант - Уживо суботом увече
- Бети Гилпин - GLOW
- Лесли Џоунс - Уживо суботом увече
- Кејт Макинон - Уживо суботом увече
- Лори Меткалф - Роузен
- Меган Мулали - Вил и Грејс

2019.
- Алекс Борстајн - Величанствена госпођа Мејзел
- Ана Кламски - Потпредседница
- Шан Клифорд - Бувара
- Оливија Колман - Бувара
- Бети Гилпин - GLOW
- Сара Голдберг - Бари
- Марин Хинкле - Величанствена госпођа Мејзел
- Кејт Макинон - Уживо суботом увече

### 2020-е
2020.
- Ени Марфи - Добродошли у Шитс Крик
- Алекс Борстајн - Величанствена госпођа Мејзел
- Д’Арси Карден - Добро место
- Бети Гилпин - GLOW
- Марин Хинкле - Величанствена госпођа Мејзел
- Кејт Макинон - Уживо суботом увече
- Ивон Орџи - Несигурна
- Сесили Стронг - Уживо суботом увече

2021.
- Хана Вадингам - Тед Ласо
- Ејди Брајант - Уживо суботом увече
- Хана Ајнбиндер - Комичари
- Кејт Макинон - Уживо суботом увече
- Роузи Перез - Стјуардеса
- Сесили Стронг - Уживо суботом увече
- Џуно Темпл - Тед Ласо

2022.
- Шерил Ли Ралф - Основна школа Абот
- Алекс Борстајн - Величанствена госпођа Мејзел
- Хана Ајнбиндер - Комичари
- Џанел Џејмс - Основна школа Абот
- Кејт Макинон - Уживо суботом увече
- Сара Најлс - Тед Ласо
- Џуно Темпл - Тед Ласо
- Хана Вадингам - Тед Ласо

2023.
- Ајо Едебири - Медвед
- Алекс Борстајн - Величанствена госпођа Мејзел
- Џанел Џејмс - Основна школа Абот
- Шерил Ли Ралф - Основна школа Абот
- Џуно Темпл - Тед Ласо
- Хана Вадингам - Тед Ласо
- Џесика Вилијамс - Терапија